# Río Oscuro (Simpson)
El río Oscuro es un curso natural de agua que nace en la cordillera de los Andes de la Región de Aysén y fluye en dirección general norte hasta desembocar en el río Simpson.

## Trayecto
El río Oscuro nace en la ladera norte de cerro Roca Negra con una dirección norte que mantendrá todo su trayecto de 35 km. Bordea la ciudad de Balmaceda y recibe poco después su afluente izquierdo río Blanco Chico.

## Caudal y régimen
El río Oscuro tiene una estación fluviométrica en camino a cerro Portezuelo, ubicada 5 km aguas arriba de su junta con el río Blanco Chico. Su área es de 106.9 km² y se ubica a 525 m s. n. m.: 51 
La subcuenca alta del río Simpson, formada por las hoyas hidrográficas de los afluentes del río Simpson; río Huemules, río Blanco (Simpson), río Blanco Chico y Oscuro, presenta leves diferencias en el régimen de caudales de sus componentes.
El Oscuro y el Blanco tienen un régimen nivo–pluvial, como consecuencia de que sus hoyas se encuentran a mayor altitud.
Por el contrario, el Huemules y el Blanco Chico muestran mayor peso pluvial, que da lugar a un régimen pluvio–nival. 
El período de estiaje es común a estas hoyas, presentándose en el trimestre febrero-abril, período comprendido entre los deshielos primaverales y las lluvias invernales.

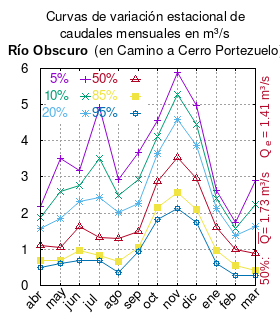
Curvas de variación estacional del río Oscuro camino a cerro Portezuelo.

El caudal del río (en un lugar fijo) varía en el tiempo, por lo que existen varias formas de representarlo. Una de ellas son las curvas de variación estacional que, tras largos periodos de mediciones, predicen estadísticamente el caudal mínimo que lleva el río con una probabilidad dada, llamada probabilidad de excedencia. La curva de color rojo ocre (con {\displaystyle {\color {Red}\vartriangle }}) muestra los caudales mensuales con probabilidad de excedencia de un 50%. Esto quiere decir que ese mes se han medido igual cantidad de caudales mayores que caudales menores a esa cantidad. Eso es la mediana (estadística), que se denota Qe, de la serie de caudales de ese mes. La media (estadística) es el promedio matemático de los caudales de ese mes y se denota {\displaystyle {\overline {Q}}}. 
Una vez calculados para cada mes, ambos valores son calculados para todo el año y pueden ser leídos en la columna vertical al lado derecho del diagrama. El significado de la probabilidad de excedencia del 5% es que, estadísticamente, el caudal es mayor solo una vez cada 20 años, el de 10% una vez cada 10 años, el de 20% una vez cada 5 años, el de 85% quince veces cada 16 años y la de 95% diecisiete veces cada 18 años. Dicho de otra forma, el 5% es el caudal de años extremadamente lluviosos, el 95% es el caudal de años extremadamente secos. De la estación de las crecidas puede deducirse si el caudal depende de las lluvias (mayo-julio) o del derretimiento de las nieves (septiembre-enero).

## Historia
Francisco Solano Asta-Buruaga y Cienfuegos escribió en 1899 en su obra póstuma Diccionario Geográfico de la República de Chile sobre el río: